# Bill Dearden
William Dearden, più conosciuto con il diminutivo Bill Dearden (Oldham, 11 febbraio 1944) è un allenatore di calcio ed ex calciatore inglese, di ruolo attaccante.

## Carriera

### Giocatore
Esordisce tra i professionisti nella stagione 1963-1963 all'età di 19 anni con la maglia dell'Oldham Athletic, club della sua città natale, con cui gioca 11 partite nella terza divisione inglese; nella stagione 1964-1965 gioca poi con maggior regolarità, scendendo in campo in 22 occasioni, e realizza anche le sue prime 2 reti in carriera tra i professionisti. Dopo un'ulteriore stagione, trascorsa con un ruolo da comprimario (2 sole presenze in campionato), nell'estate del 1966 viene ceduto al Crewe Alexandra, con cui trascorre le due successive stagioni in quarta divisione, categoria in cui nell'arco del biennio totalizza complessivamente 48 presenze e 5 reti, conquistando anche una promozione in terza divisione al termine della seconda stagione. Passa quindi al Chester City, altro club di quarta divisione, con cui trascorre un biennio giocando stabilmente da titolare (45 e 40 presenze rispettivamente) e mette a segno 22 reti in partite di campionato (11 in ciascuno dei suoi due campionati nel club).
Nell'estate del 1970 viene acquistato per 10000 sterline dallo Sheffield Utd, club di seconda divisione, dove con 14 reti in 41 presenze contribuisce alla conquista di un secondo posto in classifica nella Second Division 1970-1971, con conseguente promozione in prima divisione, categoria nella quale esordisce nella stagione 1971-1972 all'età di 27 anni, mettendo a segno 16 reti in 35 partite di campionato. La sua miglior stagione in carriera arriva però l'anno seguente, nel quale realizza 20 reti in 37 partite del campionato di prima divisione: si tratta del suo massimo di gol in carriera in un singolo campionato, che non riesce però più a replicare negli anni successivi, nei quali continua comunque a giocare in prima divisione nelle Blades. In particolare, totalizza 20 presenze e 2 reti nella stagione 1973-1974, 34 presenze ed 8 reti nella stagione 1974-1975 ed infine 8 presenze ed una rete nella stagione 1975-1976, nella parte finale della quale lascia il club per far ritorno al Chester City, nel frattempo promosso in terza divisione, categoria in cui chiude l'annata giocando altre 2 partite. Dopo ulteriori 34 presenze e 7 reti in terza divisione sempre con il Chester nella stagione 1976-1977, gioca ulteriori due stagioni in questa categoria con il Chesterfield: nella stagione 1977-1978 realizza 2 reti in 22 presenze, mentre nella stagione 1978-1979, la sua ultima in carriera, gioca 5 partite senza mai segnare.
In carriera ha totalizzato complessivamente 406 presenze e 99 reti nei campionati della Football League e, più in generale, 469 presenze e 138 reti fra tutte le competizioni ufficiali.

### Allenatore
Dopo il ritiro, lavora ancora al Chesterfield come vice dell'allenatore Frank Barlow dal 1981 al 1983, anno in cui passa al Mansfield Town per ricoprire un ruolo analogo. Rimane agli Stags fino al 1994, ricoprendo nel 1993 per un breve periodo anche il ruolo di allenatore ad interim del club (dal 6 settembre al 7 novembre 1993, con un bilancio di 5 vittorie, 4 pareggi e 4 sconfitte in 13 partite ufficiali allenate). Dal 1994 al 1999 è invece vice di John Rudge al Port Vale, in seconda divisione; il 18 gennaio 1999, all'esonero di Rudge, diventa allenatore ad interim del club, lasciando però l'incarico già il successivo 22 gennaio all'ingaggio di Brian Horton come allenatore: in seguito all'arrivo di Horton lascia definitivamente i Valiants.
All'inizio della stagione 1999-2000, dopo quasi due decenni trascorsi quasi esclusivamente come vice, viene ingaggiato dal Mansfield Town per il suo primo vero incarico in carriera da allenatore. Con gli Stags, impegnati nella quarta divisione inglese, lancia in prima squadra diversi giovani delle giovanili (tra gli altri Liam Lawrence, Bobby Hassell e Lee Williamson), oltre ad acquistare giocatori di alto livello per la categoria come Chris Greenacre e Wayne Corden, che dopo due tranquille salvezze nelle sue prime due stagioni al club saranno decisivi per la promozione in terza divisione conquistata al termine della stagione 2001-2002, alla quale lo stesso Dearden contribuisce però solo in parte: il 6 gennaio 2002 si dimette infatti dal suo ruolo al Mansfield per diventare già dal giorno seguente allenatore del Notts County, club di terza divisione, con cui termina l'annata conquistando un ottavo posto in classifica. Ottiene il medesimo piazzamento anche nella stagione 2002-2003, venendo poi esonerato il 7 gennaio 2004 (nel giorno del secondo anniversario dal suo arrivo nel club) con la squadra impegnata nella lotta per non retrocedere. Nei due anni seguenti lavora come osservatore per Blackpool e MK Dons, tornando ad allenare solamente il 28 dicembre 2006, data in cui fa ritorno per la terza volta al Mansfield Town, nel frattempo nuovamente retrocesso in quarta divisione. La sua seconda esperienza al club si conclude dopo meno di 2 anni, l'8 marzo 2008, quando si dimette dall'incarico con la squadra in zona retrocessione.